# Biston robiniaria
Biston robiniaria là một loài bướm đêm trong họ Geometridae.